# Seznam letišť v Grónsku
Toto je seznam všech letišť v Grónsku. Za letecký provoz v Grónsku odpovídá Mittarfeqarfiit - Grónský letecký úřad, spravovaný grónskou vládou. Sídlí na letišti Nuuk.
Letecká doprava má v Grónsku zásadní význam. Mezi jednotlivými obcemi většinou nevedou žádné silnice a k přepravě osob a nákladu jsou využívána letadla, vrtulníky, lodě, saně tažené psím spřežením nebo sněžné skútry. Kromě letišť slouží veřejné dopravě v Grónsku také helipady:
- heliport - helipad s dalšími službami, např. čekárnou, odstavnými plochami pro vrtulníky, čerpací stanicí nebo servisními budovami[4] (srov. autobusové nádraží)
- helistop - pouze helipad bez služeb[4] (srov. autobusová zastávka)

Jako preferované jsou uvedeny názvy používané na letištích; oficiální názvy dle AIP Naviair nebo místní názvy se mohou lišit a jsou uvedeny v závorce.

## Veřejná letiště v Grónsku

### Mezinárodní letiště
| Název letiště                           | Lokalita         | Kraj       | ICAO | IATA | Spojení |
| --------------------------------------- | ---------------- | ---------- | ---- | ---- | --- |
| Letiště Kangerlussuaq (Sondrestrom)     | Kangerlussuaq    | Qeqqata    | BGSF | SFJ  | Air Greenland: Aasiaat, Ilulissat, Keflavík, Kodaň, Maniitsoq, Narsarsuaq, Nerlerit Inaat, Nuuk, Sisimiut Air Iceland: Ilulissat, Keflavík                                                  |
| Letiště Nuuk (Godthaab)                 | Nuuk             | Sermersooq | BGGH | GOH  | Air Greenland: Aasiaat, Ilulissat, Iqaluit, Kangerlussuaq, Keflavík, Kulusuk, Maniitsoq, Narsarsuaq, Nerlerit Inaat, Paamiut, Qaanaaq, Sisimiut Air Iceland: Reykjavík Air Nunavut: Iqaluit |
| Letiště Aasiaat                         | Aasiaat          | Qeqertalik | BGAA | JEG  | Air Greenland: Akunnaaq, Attu, Ilulissat, Kangaatsiaq, Kangerlussuaq, Keflavík, Kitsissuarsuit, Niaqornaarsuk, Nuuk, Qasigiannguit, Qeqertarsuaq, Sisimiut                                  |
| Letiště Ilulissat                       | Ilulissat        | Avannaata  | BGJN | JAV  | Air Greenland: Aasiaat, Ilimanaq, Kangerlussuaq, Nuuk, Qaanaaq, Qaarsut, Qasigiannguit, Qeqertaq, Qeqertarsuaq, Saqqaq, Sisimiut, Upernavik Air Iceland: Reykjavík                          |
| Letiště Kulusuk                         | Kulusuk          | Sermersooq | BGKK | KUS  | Air Greenland: Nerlerit Inaat, Nuuk, Tasiilaq Air Iceland: Reykjavík |
| Letiště Narsarsuaq                      | Narsarsuaq       | Kujalleq   | BGBW | UAK  | Air Greenland: Alluitsup Paa, Kangerlussuaq, Kodaň, Nanortalik, Narsaq, Nuuk, Paamiut, Qaqortoq Air Iceland: Keflavík                                                                       |
| Letiště Nerlerit Inaat (East Greenland) | Ittoqqortoormiit | Sermersooq | BGCO | CNP  | Air Greenland: Ittoqqortoormiit, Kangerlussuaq, Kulusuk, Nuuk Norlandair: Akureyri |

### Vnitrostátní letiště
| Název letiště                  | Lokalita  | Kraj       | ICAO | IATA | Spojení |
| ------------------------------ | --------- | ---------- | ---- | ---- | --- |
| Letiště Maniitsoq              | Maniitsoq | Qeqqata    | BGMQ | JSU  | Air Greenland: Kangerlussuaq, Nuuk, Sisimiut |
| Letiště Paamiut (Frederikshab) | Paamiut   | Sermersooq | BGPT | JFR  | Air Greenland: Narsarsuaq, Nuuk |
| Letiště Qaanaaq                | Qaanaaq   | Avannaata  | BGQQ | NAQ  | Air Greenland: Pituffik, Siorapaluk, Upernavik |
| Letiště Uummannaq/Qaarsut      | Qaarsut   | Avannaata  | BGUQ | JQA  | Air Greenland: Ilulissat, Uummannaq |
| Letiště Sisimiut               | Sisimiut  | Qeqqata    | BGSS | JHS  | Air Greenland: Aasiaat, Ilulissat, Kangerlussuaq, Maniitsoq, Nuuk                                                                                                |
| Letiště Upernavik              | Upernavik | Avannaata  | BGUK | JUV  | Air Greenland: Aappilattoq (Avannaata), Ilulissat, Innaarsuit, Kangersuatsiaq, Kullorsuaq, Nuussuaq, Qaanaaq, Tasiusaq (Avannaata), Pituffik, Upernavik Kujalleq |

### Heliporty
| Název heliportu                       | Lokalita        | Kraj       | ICAO | IATA | Spojení |
| ------------------------------------- | --------------- | ---------- | ---- | ---- | --- |
| Heliport Iginniarfik                  | Iginniarfik     | Qeqertalik | BGIG | QFI  | Air Greenland: Ikerasaarsuk, Kangaatsiaq                                                                                     |
| Heliport Kangaatsiaq                  | Kangaatsiaq     | Qeqertalik | BGKA | QPW  | Air Greenland: Aasiaat, Attu, Iginniarfik, Ikerasaarsuk, Niaqornaarsuk                                                       |
| Heliport Kitsissuarsuit               | Kitsissuarsuit  | Qeqertalik | BGKT | QJE  | Air Greenland: Aasiaat |
| Heliport Kuummiit (Kuummiut)          | Kuummiit        | Sermersooq | BGKM | KUZ  | Air Greenland: Tasiilaq |
| Heliport Nanortalik                   | Nanortalik      | Kujalleq   | BGNN | JNN  | Air Greenland: Alluitsup Paa, Aappilattoq (Kujalleq), Ammassivik, Narsaq Kujalleq, Narsarsuaq, Qaqortoq, Tasiusaq (Kujalleq) |
| Heliport Narsaq                       | Narsaq          | Kujalleq   | BGNS | JNS  | Air Greenland: Narsarsuaq, Qaqortoq                                                                                          |
| Heliport Narsaq Kujalleq (Narsamijit) | Narsaq Kujalleq | Kujalleq   | BGFD | QFN  | Air Greenland: Aappilattoq (Kujalleq), Nanortalik                                                                            |
| Heliport Niaqornat                    | Niaqornat       | Avannaata  | BGNT | NIQ  | Air Greenland: Uummannaq |
| Heliport Qaqortoq                     | Qaqortoq        | Kujalleq   | BGJH | JJU  | Air Greenland: Alluitsup Paa, Ammassivik, Nanortalik, Narsaq, Narsarsuaq                                                     |
| Heliport Qasigiannguit                | Qasigiannguit   | Qeqertalik | BGCH | JCH  | Air Greenland: Aasiaat, Ikamiut, Ilimanaq, Ilulissat, Qeqertarsuaq                                                           |
| Heliport Qeqertarsuaq                 | Qeqertarsuaq    | Qeqertalik | BGGN | JGO  | Air Greenland: Aasiaat, Ilulissat, Qasigiannguit                                                                             |

### Helistopy
| Název helistopu                          | Lokalita                | Kraj       | ICAO | IATA | Spojení                                                                                  |
| ---------------------------------------- | ----------------------- | ---------- | ---- | ---- | ---------------------------------------------------------------------------------------- |
| Helistop Aappilattoq Upernavik           | Aappilattoq (Avannaata) | Avannaata  | BGAG | AOQ  | Air Greenland: Upernavik                                                                 |
| Helistop Aappilattoq Nanortalik          | Aappilattoq (Kujalleq)  | Kujalleq   | BGAQ | QUV  | Air Greenland: Narsaq Kujalleq, Tasiusaq (Kujalleq)                                      |
| Helistop Akunnaaq                        | Akunnaaq                | Qeqertalik | BGAK | QCU  | Air Greenland: Aasiaat, Ikamiut                                                          |
| Helistop Alluitsup Paa                   | Alluitsup Paa           | Kujalleq   | BGAP | LLU  | Air Greenland: Nanortalik, Narsarsuaq, Qaqortoq                                          |
| Helistop Ammassivik (Sletten)            | Ammassivik              | Kujalleq   | BGAS | QUW  | Air Greenland: Nanortalik, Qaqortoq                                                      |
| Helistop Arsuk                           | Arsuk                   | Sermersooq | BGAR | JRK  |                                                                                          |
| Helistop Attu                            | Attu                    | Qeqertalik | BGAT | QGQ  | Air Greenland: Aasiaat, Kangaatsiaq                                                      |
| Helistop Eqalugaarsuit                   | Eqalugaarsuit           | Kujalleq   | BGET | QFG  | Air Greenland: Aappilattoq (Kujalleq), Nanortalik                                        |
| Helistop Igaliku                         | Igaliku                 | Kujalleq   | BGIO | QFX  |                                                                                          |
| Helistop Ikamiut                         | Ikamiut                 | Qeqertalik | BGIT | QJI  | Air Greenland: Akunnaaq, Qasigiannguit                                                   |
| Helistop Ikerasaarsuk                    | Ikerasaarsuk            | Qeqertalik | BGIK | QRY  | Air Greenland: Iginniarfik, Kangaatsiaq                                                  |
| Helistop Ikerasak                        | Ikerasak                | Avannaata  | BGIA | IKE  | Air Greenland: Saattut, Uummannaq                                                        |
| Helistop Ilimanaq                        | Ilimanaq                | Avannaata  | BGIL |      | Air Greenland: Ilulissat                                                                 |
| Helistop Illorsuit                       | Illorsuit               | Avannaata  | BGLL | IOT  | Air Greenland: Nuugaatsiaq, Uummannaq                                                    |
| Helistop Innaarsuit                      | Innaarsuit              | Avannaata  | BGIN | IUI  | Air Greenland: Tasiusaq (Avannaata), Upernavik                                           |
| Helistop Isortoq                         | Isortoq                 | Sermersooq | BGIS | IOQ  | Air Greenland: Tasiilaq                                                                  |
| Helistop Ittoqqortoormiit (Scoresbysund) | Ittoqqortoormiit        | Sermersooq | BGSC | OBY  | Air Greenland: Nerlerit Inaat                                                            |
| Helistop Kangersuatsiaq                  | Kangersuatsiaq          | Avannaata  | BGKS | KGQ  | Air Greenland: Upernavik, Upernavik Kujalleq                                             |
| Helistop Kullorsuaq                      | Kullorsuaq              | Avannaata  | BGKQ | KHQ  | Air Greenland: Nuussuaq, Upernavik                                                       |
| Helistop Moriusaq                        | Moriusaq                | Qaasuitsup | BGMO |      |                                                                                          |
| Helistop Nalunaq                         | Nalunaq                 | Kujalleq   | BGNL |      |                                                                                          |
| Helistop Niaqornaarsuk                   | Niaqornaarsuk           | Qeqertalik | BGNK | QMK  | Air Greenland: Aasiaat, Kangaatsiaq                                                      |
| Helistop Nuugaatsiaq                     | Nuugaatsiaq             | Avannaata  | BGNQ | JUU  | Air Greenland: Illorsuit, Uummannaq                                                      |
| Helistop Nuussuaq (Kraulshavn)           | Nuussuaq                | Avannaata  | BGNU | NSQ  | Air Greenland: Kullorsuaq, Upernavik                                                     |
| Helistop Paamiut                         | Paamiut                 | Sermersooq | BGFH |      |                                                                                          |
| Helistop Qasigiannguit                   | Qasigiannguit           | Qeqertalik | BGCH | JCH  | Air Greenland: Aasiaat, Ikamiut, Ilimanaq, Ilulissat, Qeqertarsuaq                       |
| Helistop Qassimiut                       | Qassimiut               | Kujalleq   | BGQT | QJH  | Air Greenland: Narsarsuaq, Qaqortoq                                                      |
| Helistop Qeqertaq                        | Qeqertaq                | Qaasuitsup | BGQE | PQT  | Air Greenland: Ilulissat                                                                 |
| Helistop Saarloq                         | Saarloq                 | Kujalleq   | BGSO | QOQ  |                                                                                          |
| Helistop Saattut                         | Saattut                 | Qaasuitsup | BGST | SAE  | Air Greenland: Ikerasak, Uummannaq                                                       |
| Helistop Saqqaq                          | Saqqaq                  | Avannaata  | BGSQ | QUP  | Air Greenland: Ilulissat                                                                 |
| Helistop Savissivik                      | Savissivik              | Qaasuitsup | BGSV | SVR  | Air Greenland: Pituffik                                                                  |
| Helistop Sermiligaaq                     | Sermiligaaq             | Sermersooq | BGSG | SGG  | Air Greenland: Tasiilaq                                                                  |
| Helistop Siorapaluk                      | Siorapaluk              | Avannaata  | BGSI | SRK  | Air Greenland: Qaanaaq                                                                   |
| Helistop Tasiilaq (Ammassalik)           | Tasiilaq                | Sermersooq | BGAM | AGM  | Air Greenland: Isortoq, Kulusuk, Kuummiit, Sermiligaaq, Tiniteqilaaq                     |
| Helistop Tasiusaq Nanortalik             | Tasiusaq (Kujalleq)     | Kujalleq   | BGTQ | XEQ  | Air Greenland: Aappilattoq (Kujalleq), Nanortalik                                        |
| Helistop Tasiusaq Upernavik              | Tasiusaq (Avannaata)    | Avannaata  | BGTA | TQA  | Air Greenland: Innaarsuit, Upernavik                                                     |
| Helistop Tiniteqilaaq                    | Tiniteqilaaq            | Sermersooq | BGTN | TQI  | Air Greenland: Tasiilaq                                                                  |
| Helistop Ukkusissat                      | Ukkusissat              | Avannaata  | BGUT | JUK  | Air Greenland: Uummannaq                                                                 |
| Helistop Upernavik Kujalleq              | Upernavik Kujalleq      | Qaasuitsup | BGKL | QFN  | Air Greenland: Kangersuatsiaq, Upernavik                                                 |
| Helistop Uummannaq                       | Uummannaq               | Qaasuitsup | BGUM | UMD  | Air Greenland: Ikerasak, Illorsuit, Niaqornat, Nuugaatsiaq, Qaarsut, Saattut, Ukkusissat |

## Ostatní letiště v Grónsku

### Vojenská letiště
| Název letiště                                                     | Lokalita      | Kraj       | ICAO | IATA | Provoz                                                         |
| ----------------------------------------------------------------- | ------------- | ---------- | ---- | ---- | -------------------------------------------------------------- |
| Letecká základna Thule                                            | Pituffik      | Avannaata  | BGTL | THU  | USAF 1943 - dosud                                              |
| Bluie East Two                                                    | Ikkatteq      | Sermersooq |      |      | USAF 1941 - 1947                                               |
| Bluie West One (Letecká základna Narsarsuaq)                      | Narsarsuaq    | Kujalleq   | BGBW | UAK  | USAAF 1941 - 1947 USAF 1947 - 1958 dále viz Letiště Narsarsuaq |
| Bluie West Four (Marrak Point, Teague Field)                      | Marraq        | Sermersooq |      |      | USAAF 1942 - 1945                                              |
| Bluie West Seven / Heliport Kangilinnguit (Groennedal, Grønnedal) | Kangilinnguit | Sermersooq | BGGD | JGR  | USN 1940 - 1951 Ozbrojené síly Dánského království 1951 - 2012 |
| Bluie West Eight (Letecká základna Sondrestromfjord, Sondrestrom) | Kangerlussuaq | Qeqqata    | BGSF | SFJ  | USAF 1941 - 1992 dále viz Letiště Kangerlussuaq                |

Již nevyužívané letecké základny USA z období 2. světové války budou odstraněny s finanční podporou Dánska.

### Letiště výzkumných stanic
| Název letiště                    | Lokalita     | Kraj                                | ICAO | IATA | Provoz                                                           |
| -------------------------------- | ------------ | ----------------------------------- | ---- | ---- | ---------------------------------------------------------------- |
| Letiště Daneborg                 | Daneborg     | Národní park Severovýchodní Grónsko | BGDB |      |                                                                  |
| Letiště Danmarkshavn             | Danmarkshavn | Národní park Severovýchodní Grónsko | BGDH |      |                                                                  |
| Letiště Mestersvig (Mesters Vig) | Mestersvig   | Sermersooq                          | BGMV |      |                                                                  |
| Stanice Nord                     | Nord         | Národní park Severovýchodní Grónsko | BGNO |      | USAF 1952 - 1971 Ozbrojené síly Dánského Království 1972 - dosud |
| Summit                           | Summit       | Národní park Severovýchodní Grónsko |      |      | NSF 1989 - dosud                                                 |